# Norbert Tyrajski
Norbert Tyrajski, ps. Tyraj (ur. 24 maja 1975 w Pyrzycach) – polski piłkarz grający na pozycji bramkarza.
Wychowanek Sokoła Pyrzyce, z którego przeszedł do Błękitnych Stargard Szczeciński. Następnie grał w klubach: Stal Telgom Szczecin i Odra Szczecin, a później Petrochemia Płock, w której nie mieścił się w szerokiej kadrze zespołu. Wkrótce powrócił do szczecińskiej Odry. Jeszcze w tym samym sezonie odszedł do rywala Petrochemii w walce o utrzymanie – Lecha Poznań. W pierwszym sezonie zagrał sześć meczów w barwach Lecha. W kolejnych latach był już pierwszym bramkarzem Lecha, w którym spędził pięć sezonów, awansował do pierwszej ligi i zdobył Puchar Polski. Później odszedł do Widzewa Łódź, w którym zagrał 12 razy. Następnie podpisał kontrakt z trzecioligową Wartą Poznań. Dobrymi występami w barwach tej drużyny przekonał do siebie trenerów 3-ligowej greckiej drużyny – GS Diagoras Rodos i przeszedł do tego klubu w sezonie 2005/2006. W klubie z Rodos zagrał w 33 spotkaniach. Następnie w sezonie 2006/2007 wrócił do kraju do Warty Poznań, z którą awansował do II ligi. W sezonie 2007/2008 wyjechał ponownie do Grecji, gdzie grał dla AÓ Thíva.